# Weserbrücke (Hann. Münden)

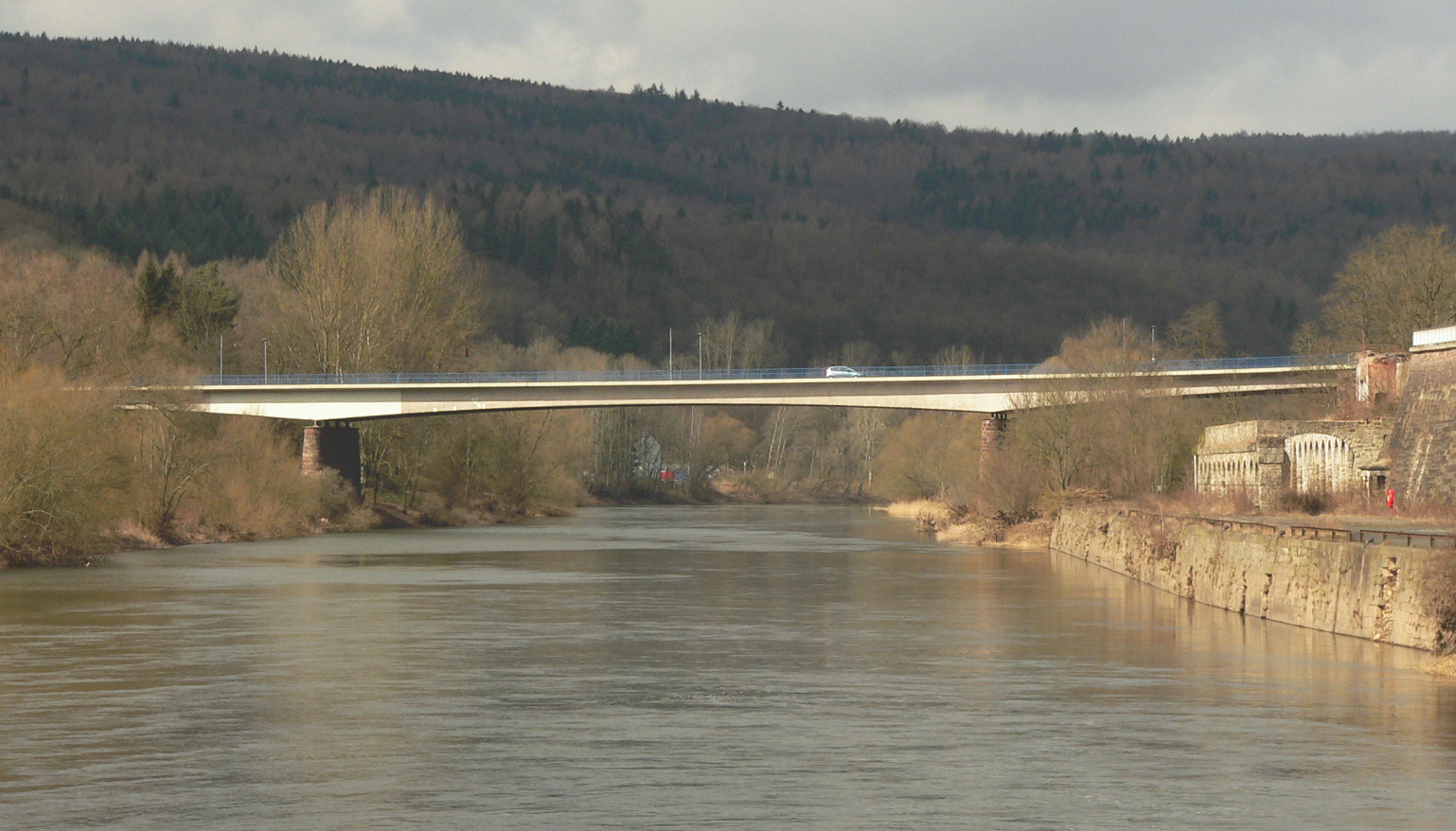
Weserbrücke, gesehen vom Doktorwerder

Die Weserbrücke Hann. Münden ist eine etwa 215 m lange Brücke über die Weser im Gebiet der Stadt Hann. Münden in Südniedersachsen. Hinüber führt vierspurig ein gemeinsamer Abschnitt der Bundesstraßen 3 und 80.
Das Bauwerk aus dem 20. Jahrhundert ist eines der jüngeren Brückenbauwerke des an Fulda, Werra und Weser gelegenen Hann. Münden. 2016 begannen Vorarbeiten für einen Brückenneubau.

## Geographische Lage

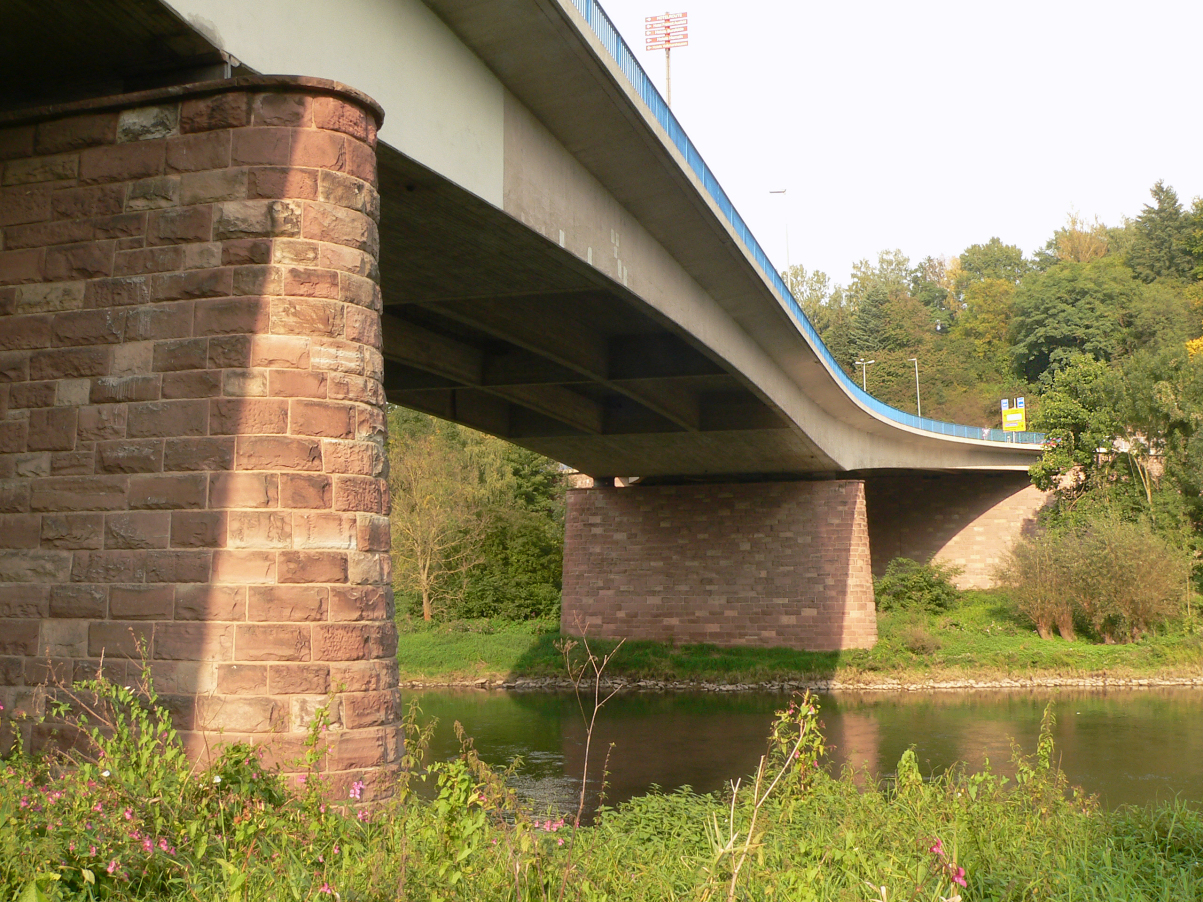
Die Brücke von unten

Die Weserbrücke befindet sich etwa 400 m nordwestlich des in der Kernstadt von Hann. Münden liegenden Tanzwerders, an dem Fulda und Werra zur Weser zusammenfließen. Sie verbindet die Stadtteile Altmünden am links der Weser liegenden Reinhardswald und Gimte am rechts des Flusses gelegenen Bramwald.

## Geschichte

### Alte Brücken
Die erste massive Brücke im früheren Münden war die Alte Werrabrücke aus dem 14. Jahrhundert. Die nächsten festen Weserübergänge bestanden während des Mittelalters sowie in der Frühen Neuzeit in Höxter und in Hameln. Als weitere Brücke im damals als Hannoversch Münden bezeichneten Ort Münden entstand 1852 nach vierjähriger Bauzeit die steinerne Eisenbahnbrücke über die Werra für die Dransfelder Rampe. Die Pionierbrücke über die Fulda wurde 1882 fertiggestellt und verband die Altstadt mit Altmünden und Neumünden.

### Vorgeschichte
Bereits 1933 gab es Überlegungen zum Bau einer neuen Brücke, da die Alte Werrabrücke dem Verkehrsaufkommen nicht mehr gewachsen war. Die Planungen wurden wegen des Zweiten Weltkriegs nicht weiter geführt. Nach dem Krieg wurde ein Brückenneubau akut, da der Militärverkehr der Alliierten an der bereits als Baudenkmal eingestuften Alten Werrabrücke erhebliche Schäden verursacht hatte. In den 1950er Jahren belastete der sprunghaft gestiegene Kraftfahrzeugverkehr die Brücke mit täglich rund 10.000 Fahrzeugen und etwa 1000 Lastwagen. Diese Bedingungen führten von 1958 bis 1960 zum Bau der Weserbrücke. Es handelt sich um eine gevoutete Balkenbrücke.
Die derzeitige Brücke dient unter anderem auch der Verkehrsentlastung in der Altstadt. Während anfangs der überregionale Durchgangsverkehr die neue Brücke annahm, bevorzugte der örtliche Verkehr längere Zeit die Alte Werrabrücke, da der Weg durch die Altstadt kürzer erschien.

### Geplanter Neubau

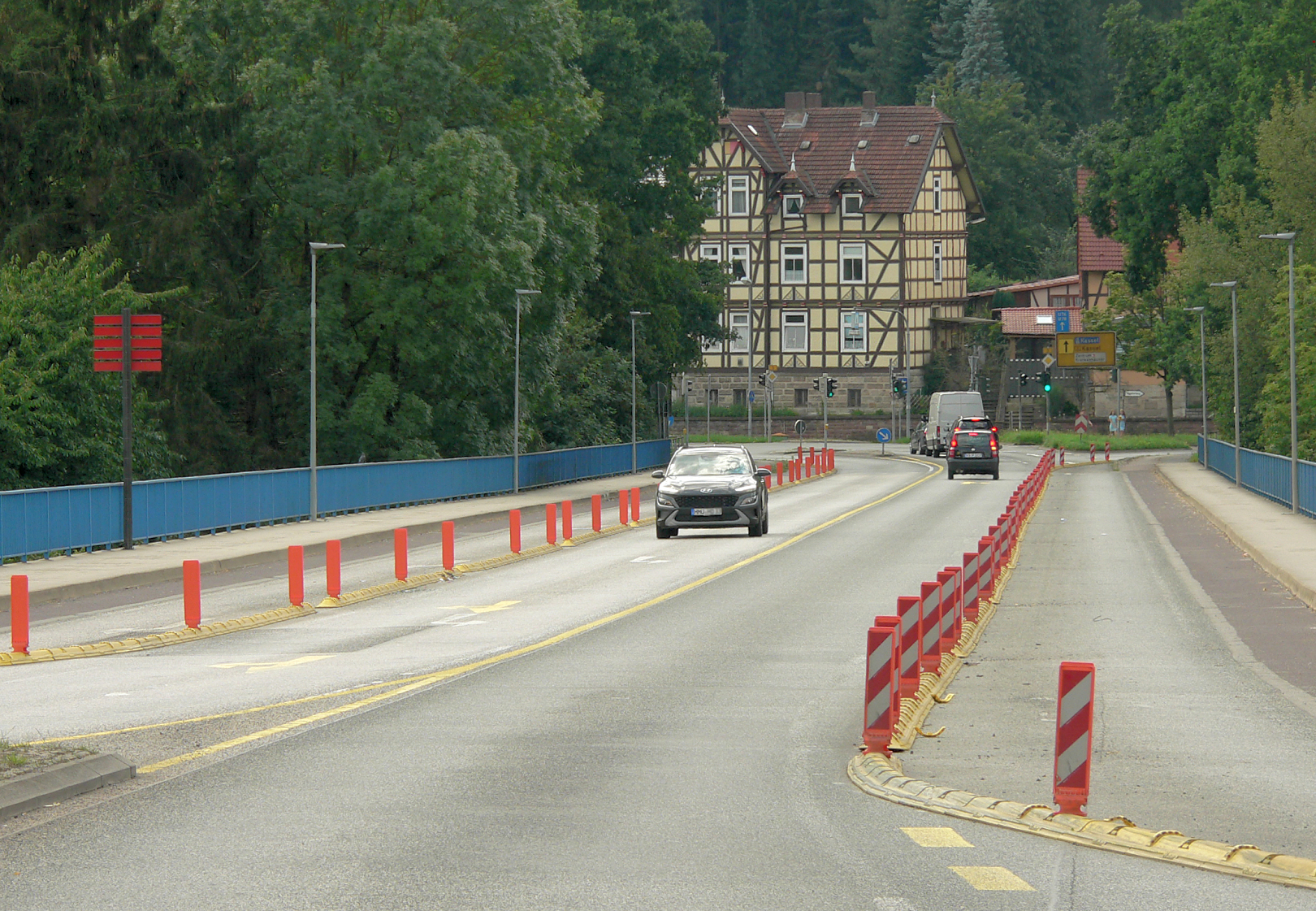
Blick von der Gimter Weserseite auf die Brücke in Richtung Altmünden mit Fahrbahnsperrungen, 2023

2015 wurde bekannt, dass die Brücke marode ist und erneuert werden muss. Ursache ist die Verwendung von Stahl, der durch Feuchtigkeit korrodiert ist. Eine akute Gefahr für den fließenden Verkehr bestehe nicht, jedoch erfolgten 2016 Vorarbeiten durch Baumfällungen für den Brückenneubau. 2023 wurden als Vorsichtsmaßnahme zwei der vier Fahrspuren gesperrt.
Die Niedersächsische Landesbehörde für Straßenbau und Verkehr schätzt die Kosten für Abriss, Neubau und Umgestaltung der Kreuzungsbereiche auf etwa 10 Millionen Euro. Die Kosten trägt der Bund, da die Brücke Teil von Bundesstraßen ist.
Ursprünglich sollte die Brücke 2018 fertiggestellt sein, was dann auf 2020 verschoben wurde. Der Bau verzögerte sich durch die Klage eines Mehrfamilienhausbesitzers wegen Lärmbelästigung, die das Oberverwaltungsgericht Lüneburg 2021 zugunsten des Klägers entschied. Der Landkreis Göttingen wollte die Brücke nicht am ursprünglichen Standort, sondern etwa 15 Meter näher an dem Haus errichten. Grund war das Offenhalten der Verkehrsverbindung während der mehrjährigen Bauarbeiten, da sie eine erhebliche Bedeutung für zwei Bundesstraßen hat und Bedarfsumleitung für die A 7 ist.